# Liechtenstein na Zimowych Igrzyskach Olimpijskich 1948
Liechtenstein na Zimowych Igrzyskach Olimpijskich 1948 reprezentowało dziesięciu zawodników (sami mężczyźni). Był to drugi start reprezentacji Liechtensteinu na zimowych igrzyskach olimpijskich.

## SKład kadry

### Biegi narciarskie
Mężczyźni
| Zawodnik                                             | Konkurencja        | czas    | Pozycja |
| ---------------------------------------------------- | ------------------ | ------- | ------- |
| Christof Frommelt                                    | Bieg na 18 km      | 1:42:35 | 79.     |
| Egon Matt                                            | Bieg na 18 km      | 1:48:41 | 82.     |
| Erwin Jehle                                          | Bieg na 18 km      | 1:49:26 | 83.     |
| Christof Frommelt Arthur Meier Xaver Frick Egon Matt | Sztafeta 4 × 10 km | 3:35:39 | 11.     |

### Narciarstwo alpejskie
Mężczyźni
Zjazd
| Zawodnik             | Czas   | Miejsce |
| -------------------- | ------ | ------- |
| Franz Beck           | 3:38,3 | 55.     |
| Leopold Schädler     | 4:00,0 | 79.     |
| Theodor Sele         | 4:24,1 | 90.     |
| Max Gassner          | 3:53,0 | 73.     |
| Konstantin von Padua | 5:04,1 | 99.     |

Kombinacja
| Zawodnik         | Zjazd  | Zjazd   | Zjazd  | Slalom              | Slalom              | Slalom  | Slalom | Łącznie | Łącznie |
| Zawodnik         | Czas   | Pozycja | Punkty | Czas 1-go przejazdu | Czas 2-go przejazdu | Pozycja | Punkty | Punkty  | Pozycja |
| ---------------- | ------ | ------- | ------ | ------------------- | ------------------- | ------- | ------ | ------- | ------- |
| Franz Beck       | 3:38,3 | 40.     | 24,06  | 1:46,2              | 1:23,8              | 53.     | 24,31  | 48,37   | 47.     |
| Leopold Schädler | 4:00,0 | 60.     | 35,86  | 1:40,0              | 1:17,1              | 41.     | 18,62  | 54,48   | 50.     |
| Theodor Sele     | 4:24,1 | 69.     | 49,22  | 1:37,5              | 1:30,8              | 51.     | 23,56  | 72,78   | 58.     |
| Max Gassner      | 3:53,0 | 55.     | 32,00  | 2:09,0              | 1:46,9              | 65.     | 44,56  | 76,56   | 62.     |